# Wake of the Red Witch
Wake of the Red Witch (br.: No rastro da Bruxa Vermelha / pt.: A lenda da Bruxa Vermelha) é um filme estadunidense de 1948 do género aventura, dirigido por Edward Ludwig. Argumento de Harry Brown, Kenneth Gamet e Garland Roark para a Republic Pictures.

## Elenco Principal
- John Wayne...Capitão Rails
- Gail Russell...Angelique Desaix
- Gig Young...Sam Rosen
- Adele Mara...Teleia Van Schreeven
- Luther Adler...Mayrant Ruysdaal Sidneye
- Eduard Franz...Harmenszoon Van Schreeven
- Grant Withers...Capitão Wilde Youngeur
- Henry Daniell...Jacques Desaix
- Paul Fix...Antonio "Ripper" Arrezo
- Jeff Corey...Sr. Loring
- Duke Kahanamoku...Ua Nuke

## Sinopse
Nos anos de 1860, o capitão Rails deliberadamente afunda o navio que comanda (o "Bruxa Vermelha"), propriedade da companhia mercantil Batjak. Antes ele disse a seus homens de confiança, Sam e Riper, que voltariam juntos para recuperarem em segredo a carga de ouro que carregavam.
Quando são resgatados após o naufrágio, Rails e seus homens sofrem investigação da comissão naval. Estavam para ser condenados até que o proprietário da companhia, o ardiloso Mayrant Ruysdaal Sidneye, retira as acusações.
Livres, Rails e seus amigos compram um pequeno barco à vela e pretendem deixar passar o tempo, até que tenham condições de voltar ao local do naufrágio e se apossarem do ouro. Mas logo percebem que os homens de Sidneye os seguem por toda a parte, esperando descobrir onde o navio foi afundado.
Quando conseguem um mapa de uma ilha longíqua, os três homens resolvem partir até lá em busca de pérolas e caem numa armadilha, pois o local e os nativos são controlados por Sidneye. Sam vai jantar com Sidneye e este lhe conta a razão do capitão Rails não gostar dele e de ter afundado o Bruxa Vermelha.